# アウト・オブ・ザ・ブルー (バンド)
アウト・オブ・ザ・ブルー（Out of the Blue、またはOTB）は、1980年代にブルーノート・レコードによってレーベルの若いミュージシャンたちのショーケースとして結成されたアメリカのジャズ・アンサンブル。彼らは1984年に結成され、4枚のアルバムをリリースし、5年間で広範囲にわたってツアーを行った。彼らの最も商業的に成功したアルバムは1986年の『ライヴ・アット・マウント・フジ』で、ビルボード・トップ・ジャズ・アルバム・チャートで9位に達した。この間にラインナップは時として変更されたりもしたが、メンバーがそれぞれソロ・キャリアに移行した後、グループは1989年に解散した。

## メンバー
- マイケル・フィリップ・モスマン (Michael Philip Mossman) - トランペット
- ケニー・ギャレット (Kenny Garrett) - アルト・サクソフォーン
- ラルフ・ボーエン (Ralph Bowen) - テナー・サクソフォーン
- ハリー・ピケンズ (Harry Pickens) - ピアノ
- ロバート・ハースト (Robert Hurst) - ベース
- ラルフ・ピーターソン (Ralph Peterson Jr.) - ドラム
- ケニー・デイヴィス (Kenny Davis) - ベース
- スティーヴ・ウィルソン (Steve Wilson) - アルト・サクソフォーン
- リニー・ロスネス (Renee Rosnes) - ピアノ
- ビリー・ドラモンド (Billy Drummond) - ドラム

## ディスコグラフィ

### アルバム
- 『アウト・オブ・ザ・ブルー』 - O.T.B. (1985年、Blue Note)
- 『インサイド・トラック』 - Inside Track (1986年、Blue Note)
- 『ライヴ・アット・マウント・フジ』 - Live at Mt. Fuji (1987年、Blue Note)
- 『スパイラル・ステアケース』 - Spiral Staircase (1989年、Blue Note)